# Võ Nguyên Giáp
Võ Nguyên Giáp ([vɔ̌ˀ ŋʷīən zǎːp]; Quang Binh, 25 agosto 1911 – Hanoi, 4 ottobre 2013) è stato un generale, politico, scrittore e rivoluzionario vietnamita. Fu il capo militare del Viet Minh di Ho Chi Minh nella guerra d'Indocina e dell'Esercito popolare vietnamita della Repubblica Democratica del Vietnam nella guerra del Vietnam.
Brillante tattico e stratega in campo militare, Giap comandò le forze Viet Minh che liberarono il Vietnam dal dominio coloniale francese nella guerra d'Indocina, ottenendo una clamorosa vittoria campale nella battaglia di Dien Bien Phu. Come comandante dell'Esercito popolare del Vietnam del Nord combatté con successo le forze statunitensi e sudvietnamite nella guerra del Vietnam. Dopo la riunificazione, prestò servizio come ministro della Difesa vietnamita e in seguito come vice primo ministro.

## Biografia
Giap nacque nella provincia di Quang Binh, una regione povera del Vietnam centrale, all'epoca inglobata nell'Indocina francese. Il padre, un contadino, aveva deciso di far studiare i figli e lavorò duramente perché potessero frequentare una scuola privata a Huế, dove Giáp conobbe Phan Bội Châu, che gli trasmise le prime idee politiche. In quel periodo lesse anche gli opuscoli di Ho Chi Minh. Andò ad Hanoi, dove si diplomò al liceo Albert Sarraut. I francesi insegnavano a uomini come Võ Nguyên Giáp a diventare francesi, perché educassero i loro connazionali, ma la difficoltà era che mentre gli insegnanti parlavano di libertà, eguaglianza e fraternità, il governo francese non applicava questi principi ai vietnamiti.
Nel 1933 si iscrisse all'Università di Hanoi, dove si laureò in legge e dove ebbe le prime esperienze di studio sulle opere di Karl Marx, di Friedrich Engels e sulle campagne militari napoleoniche. Entusiasmato da tali letture, decise di aderire al comunismo e poco dopo si iscrisse al Partito Comunista Indocinese, fondato da pochissimo. Nel 1939, anno in cui il Partito Comunista Indocinese fu messo al bando dalle autorità filogiapponesi, Giáp riparò in Cina. Qui favorì l'alleanza tra Mao Zedong e Ho Chi Minh (capi dei rispettivi partiti comunisti in Cina e in Indocina) e ottenne aiuti militari. Nel 1940 Ho Chi Minh gli affidò l'incarico di curare l'organizzazione del Viet Minh. Giap reclutò i capivillaggio nel Vietnam settentrionale e addestrò un esercito di guerriglieri.
Tornò in patria nel 1945 contribuendo alla sconfitta militare dell'Impero giapponese: affrontò i nipponici a Hanoi e li sconfisse nettamente, liberando la città. Dal 1946 al 1953 si diede al perfezionamento di particolari tecniche e strategie di guerriglia, diventando un maestro di tale forma di combattimento. Võ Nguyên Giáp diceva: «Se il nemico attacca noi ci ritiriamo; se il nemico si ritira, noi attacchiamo». Divenuto comandante supremo dell'esercito vietnamita e capo assoluto dei Viet Minh, guidò sia le operazioni militari sia le ribellioni contro le forze coloniali francesi in Vietnam. La guerra d'Indocina finì nel 1954, con il pieno successo di Giáp, che condusse alla vittoria finale le sue armate nella battaglia di Dien Bien Phu.
Successivamente, sempre come comandante dell'esercito Viet Minh, fu impegnato nella guerra del Vietnam. Il generale Giáp era abile stratega militare, teorico e pratico. Aveva fatto propria l'esperienza rinascimentale europea, napoleonica e l'esperienza maoista applicata nella specificità della situazione vietnamita. Diceva che per un successo militare, oltre al processo dialettico a lunga scadenza, non bisognava lasciarsi sfuggire quello che divenne una parola chiave della sua concezione, il «momento favorevole» («thời cơ thuận lợi») per un'azione, che potesse essere potenziato da spregiudicate iniziative politiche, in una personale elaborazione dottrinale in cui strategia, propaganda e politica erano sempre inscindibilmente legate, in qualunque azione militare da lui concepita.. Nel conflitto del Vietnam sconfisse ripetutamente sia l'esercito del Vietnam del Sud sia le forze armate americane.
Sembra peraltro che durante la guerra del Vietnam le sue concezioni strategiche non fossero completamente condivise; egli, di fronte all'escalation degli Stati Uniti con l'arrivo di un potente corpo di spedizione terrestre, consigliò i massimi dirigenti politici di evitare di affrontare direttamente la macchina bellica nemica, ridurre l'intensità dei combattimenti e mirare ad un prolungamento della guerra in tempi indefiniti. Alcuni influenti capi politici e militari, guidati da Lê Duẩn e dal generale Nguyễn Chí Thanh, non condividevano le valutazioni di Giáp ed erano invece favorevoli a incrementare l'infiltrazione di truppe regolari nordvietnamite a sud per supportare i Vietcong e passare all'attacco delle unità americane, cercando di abbreviare i tempi della guerra. Il generale Thanh, che dal 1964 si trovava al sud e dirigeva il movimento Vietcong, era da molti anni il principale rivale di Giáp e in questa occasione le sue posizioni aggressive vennero accolte dai dirigenti politici, che decisero di respingere la strategia di Giáp e rischiare gli scontri diretti con le forze americane. 
Il generale Thanh non sembrò rinunciare alla sua rischiosa strategia e alla metà del 1967 propose di sferrare una grande offensiva generale; i suoi piani sarebbero poi stati adottati, nonostante la sua improvvisa morte per malattia il 7 luglio 1967, con l'offensiva del Têt. Giáp è stato spesso considerato l'ideatore e il pianificatore di questa famosa operazione, ma, secondo alcune fonti, sembrerebbe che egli, al contrario, non fosse favorevole all'offensiva e che l'operazione sia stata approvata, su pressioni soprattutto di Le Duan e dell'ambizioso generale Văn Tiến Dũng, il capo di stato maggiore dell'Esercito popolare del Vietnam, nonostante i suoi forti dubbi. Giáp avrebbe addirittura lasciato il Vietnam del Nord e si sarebbe trasferito per alcuni mesi in Ungheria, apparentemente per cure mediche, ma verosimilmente anche in polemica con i dirigenti nordvietnamiti. Il generale avrebbe fatto ritorno in patria solo dopo l'inizio dell'offensiva del Tet nel febbraio 1968.

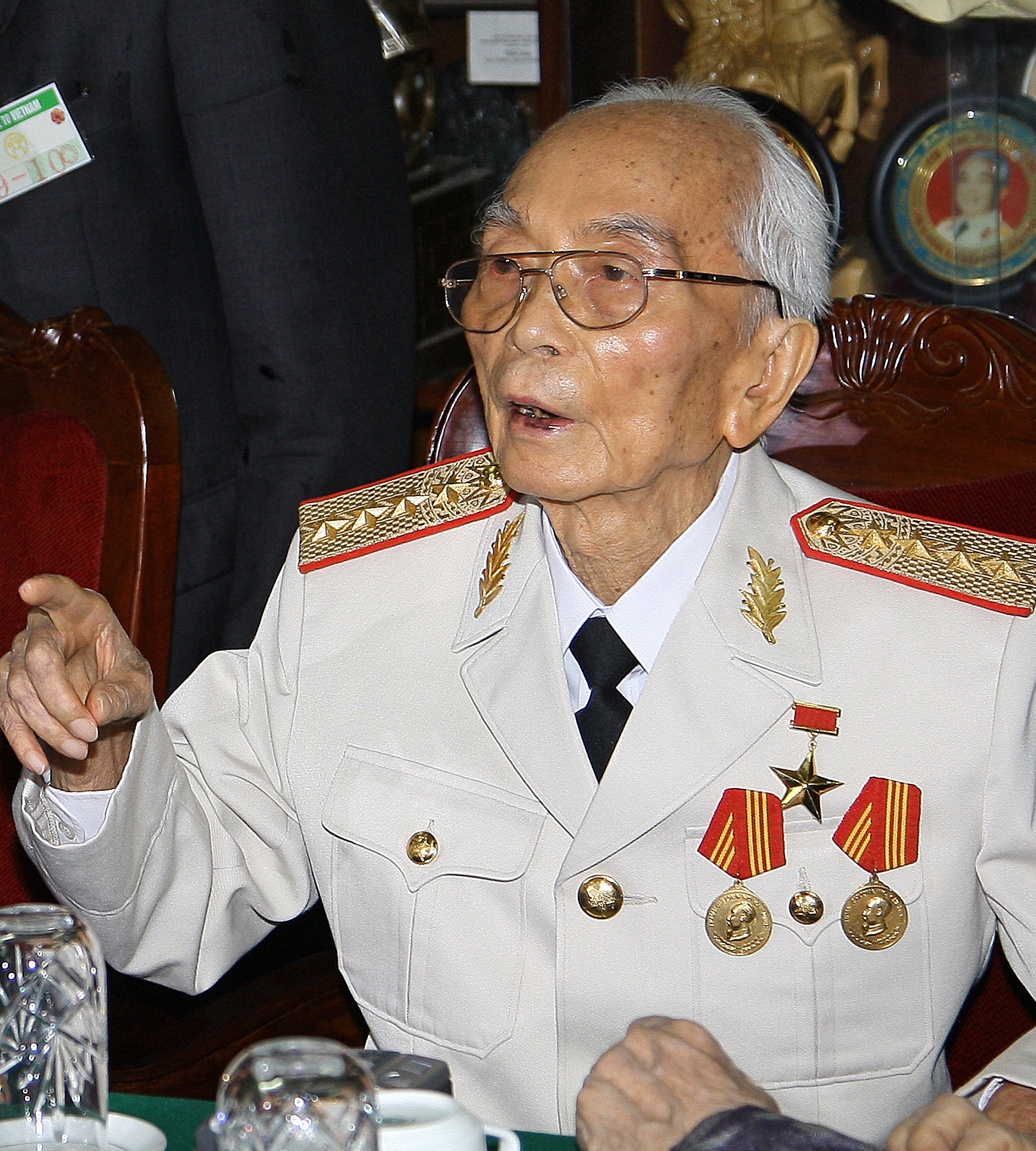
Giáp nel 2008

Lo storico statunitense Stanley Karnow invece riferisce che Giáp fu effettivamente il principale pianificatore dell'offensiva del Tet; egli nel settembre 1967 avrebbe reso pubblico un suo documento in cui analizzava l'andamento della guerra in Vietnam, considerando la situazione favorevole alle forze comuniste e prospettando una guerra lunga in cui alla fine gli americani sarebbero stati costretti a cedere. Giáp non faceva cenno all'offensiva in preparazione, ma ventilava la possibilità di nuove fasi belliche all'interno di un conflitto che sarebbe potuto durare ancora "cinque, dieci o venti anni". Giáp quindi avrebbe mantenuto il controllo delle forze comuniste anche in questa fase della guerra; egli si sarebbe anche recato personalmente a Khe Sanh per valutare la situazione dell'assedio alla base americana, rischiando peraltro di cadere vittima di un bombardamento aereo del nemico, che aveva individuato attraverso intercettazioni delle comunicazioni la presenza di un alto ufficiale nordvietnamita nell'area. Per i dirigenti del movimento di liberazione del Vietnam il motore del mutamento politico non era la guerra, ma il rendere evidente a tutti che la via da loro intrapresa era la sola, vera e unica via naturale per tutto il popolo vietnamita. Võ Nguyên Giáp fondava tutta la propria strategia militare su una analisi dei problemi politici.
Dopo la morte di Ho Chi Minh, avvenuta ad Hanoi nel 1969, i guerriglieri comunisti Viet Cong lo candidarono alla presidenza della Repubblica, ma egli si accontentò del ruolo di ministro della difesa, carica che peraltro ricopriva già dal 1945. Favorevole a un comunismo non dittatoriale, ebbe un ruolo chiave nella deposizione del leader della Cambogia, Pol Pot. Personaggio simbolo del comunismo asiatico, appoggiò l'ascesa e l'opera politica di Lê Duẩn, ma alla sua morte non fu ostile a una manovra riformista. Nel 1980 si dimise dall'incarico di ministro, restando però un personaggio chiave del politburo del nuovo Partito Comunista del Vietnam. Nel 1982, per motivi di età e di salute, rinunciò a ogni carica politica e si ritirò a vita privata, rimanendo però un solido punto di riferimento per i giovani vietnamiti che si affacciavano alla politica.
Võ Nguyên Giáp è autore di scritti di memorie autobiografiche. Tra le sue opere principali, tutte dedicate alle sue operazioni belliche, si ricordano Grande vittoria, grande operazione (1947, sulla seconda guerra mondiale), Dien Bien Phu (1955, sulla lotta indipendentista contro la Francia), La strategia del partito Laodong nel 1965 e Liberazione e lotta di classe (contenuti nell'antologia Il Vietnam vincerà, pubblicata nel 1968 a cura di Enrica Collotti Pischel), Ancora una volta vinceremo (1970, sulla guerra del Vietnam), La guerra e la politica (1974, un'antologia di suoi scritti a cura di Emilio Sarzi Amadé) e Masse armate ed esercito regolare (Sandro Teti Editore, 2011).
È morto il 4 ottobre 2013, all'età di 102 anni, in un ospedale di Hanoi dove era ricoverato dal 2009. La tomba del generale Giáp oggi si trova a Vũng Chùa, sull'isola di Đảo Yến.